# نیکولا سگاتو
نیکولا سگاتو (انگلیسی: Nicola Segato؛ زادهٔ ۲۴ اوت ۱۹۸۵) بازیکن فوتبال اهل ایتالیا است.